# Alcippe pyrrhoptera
Alcippe pyrrhoptera е вид птица от семейство Pellorneidae. Видът е незастрашен от изчезване.

## Разпространение
Разпространен е в Индонезия.